# Ordre de bataille unioniste à Piedmont
Les unités et commandants de l'armée de l'Union ont combattu lors de la bataille de Piedmont pendant la guerre de Sécession. L'ordre de bataille confédéré à Piedmont est indiqué séparément.

## Abréviations utilisées

### Grade militaire
- MG = Major général
- BG = Brigadier général
- Col = Colonel
- Ltc = Lieutenant colonel
- Maj = Commandant
- Cpt = Capitaine
- Lt = Fisrt lieutenant

## Armée de la Shenandoah

### Département de la Virginie-Occidentale
MG David Hunter
| Division                           | Brigade                                | Régiments et autres |
| ---------------------------------- | -------------------------------------- | --- |
| Infanterie BG Jeremiah C. Sullivan | Première brigade Col Augustus Moor     | - 18th Connecticut : Col William G. Ely - 5th New York Heavy Artillery : Ltc Edward Murray - 28th Ohio : Ltc Gottfried Becker - 116th Ohio : Col James Washburn - 123rd Ohio : Col William T. Wilson                                                                              |
| Infanterie BG Jeremiah C. Sullivan | Deuxième brigade Col Joseph Thoburn    | - 2nd Maryland Eastern Shore : Col Robert S. Rodgers - 34th Massachusetts : Col George D. Wells - 54th Pennsylvania : Col Jacob Campbell - 1st West Virginia : Ltc Jacob Weddle - 4th West Virginia (détachement) : Ltc James Dayton - 12th West Virginia : Col William B. Curtis |
| Cavalerie MG Julius Stahel         | Première brigade Col Andrew McReynolds | - 1st New York (Lincoln) Cavalry : Maj Timothy Quinn - 1st New York Veteran Cavalry : Ltc John S. Platner - 21st New York Cavalry : Col William B. Tibbits - 2nd Maryland, Potomac Home Brigade : Maj Robert S. Mooney                                                            |
| Cavalerie MG Julius Stahel         | Deuxième brigade Col John Wynkoop      | - 15th New York Cavalry : Cpt Oscar R. Colgrove - 20th Pennsylvania : Ltc Gabriel Middleton - 22nd Pennsylvania (Ringgold Battalion) (détachement) : Maj Henry Meyers |
| Cavalerie MG Julius Stahel         | Artillerie montée                      | - Battery G, 1st West Virginia Light Artillery (1 section) : Lt Samuel Shearer |
| Artillerie Cpt Henry A. du Pont    |                                        | - Battery B, 1st Maryland Light Artillery : Cpt Alonzo Snow - 30th New York Independent Battery : Cpt Alfred Von Kleiser - Battery D, 1st West Virginia Light Artillery : Cpt John Carlin - Battery B, 5th United States Artillery : Lt Charles Holman                            |